# Воробйов Георгій Іванович
Георгій Іванович Воробйов (нар. 15 квітня 1914, село Кідекша Суздальського повіту Владимирської губернії, тепер Суздальського району Владимирської області, Російська Федерація — 21 березня 2002, Москва) — радянський партійний і державний діяч, 1-й секретар Удмуртського обкому КПРС (1957—1959), 1-й секретар Краснодарського крайкому КПРС (1960—1966), голова Держлісгоспу СРСР (1970—1984). Член Центральної Ревізійної Комісії КПРС (1956—1961). Член ЦК КПРС (1961—1966). Кандидат у члени ЦК КПРС (1976—1986). Член Бюро ЦК КПРС по РРФСР (1959—1961). Депутат Верховної Ради СРСР 4—6-го та 8—10-го скликань. Доктор економічних наук (1968), професор (1970).

## Біографія
Народився в селянській родині. У 1934 році закінчив Любанський сільськогосподарський технікум.
У 1934—1939 роках — агроном радгоспу у Владимирській, Калінінській областях; старший агроном відділу «Агротехзнання» Народного комісаріату земельних справ Бурят-Монгольської АРСР; старший агроном-інспектор Народного комісаріату земельних справ РРФСР.
Член ВКП(б) з 1939 року.
У 1939—1940 роках — інструктор сільськогосподарського відділу Калінінського обласного комітету ВКП(б).
У 1941 році служив на політичній роботі в Червоній армії.
У 1941—1943 роках — начальник політичного відділу радгоспу імені XVII з'їзду ВКП(б) Юр'єв-Польського району Івановської області.
У 1943—1948 роках — інструктор сільськогосподарського, потім організаційно-інструкторського відділу ЦК ВКП(б).
У 1946 році закінчив Московську сільськогосподарську академію імені Тимірязєва.
У 1949—1952 роках — уповноважений Ради у справах колгоспів при Раді міністрів СРСР: по Туркменської РСР; по Удмуртської АРСР; по Ленінградській області.
У 1952—1953 роках — завідувач сільськогосподарського відділу Ленінградського обласного комітету КПРС.
25 листопада 1953 — 16 лютого 1954 року — 2-й секретар Ленінградського обласного комітету КПРС.
19 лютого 1954 — лютий 1957 року — голова виконавчого комітету Ленінградського обласної ради депутатів трудящих.
У 1956 році захистив кандидатську дисертацію на тему «Організація і оплата праці у овочівництві колгоспів».
23 січня 1957 — 10 квітня 1959 року — 1-й секретар Удмуртського обласного комітету КПРС.
У квітні 1959 — червні 1960 року — завідувач сільськогосподарського відділу ЦК КПРС по РРФСР.
8 червня 1960 — січень 1963 року — 1-й секретар Краснодарського крайового комітету КПРС. У січні 1963 — 24 грудня 1964 року — 1-й секретар Краснодарського сільського крайового комітету КПРС. 24 грудня 1964 — 12 січня 1966 року — 1-й секретар Краснодарського крайового комітету КПРС. У роки його керівництва 15—16 січня 1961 року в Краснодарі відбулися масові заворушення, в ході яких був вбитий школяр і поранено 39 осіб, частково розгромлено будівлю крайкому КПРС, у тому числі його кабінет.
У лютому 1966 — травні 1970 року — заступник міністра сільського господарства СРСР. У 1967 році захистив докторську дисертацію на тему «Економіка і організація виробництва зерна».
28 квітня 1970 — липень 1978 року — голова Державного комітету лісового господарства Ради міністрів СРСР. У липні 1978 — 12 квітня 1984 року — голова Державного комітету СРСР з лісового господарства.
З квітня 1984 року — персональний пенсіонер союзного значення у Москві. Працював старшим науковим співробітником відділу прогнозування Всеросійського науково-дослідного інституту лісівництва та механізації лісового господарства.
Похований в Москві на Троєкурівському цвинтарі.

## Нагороди і звання
- три ордени Леніна
- орден Жовтневої Революції
- орден Дружби народів
- орден Трудового Червоного Прапора
- орден Вітчизняної війни ІІ ст.
- медаль «За трудову доблесть» (25.12.1959)